# Dieter Salomon

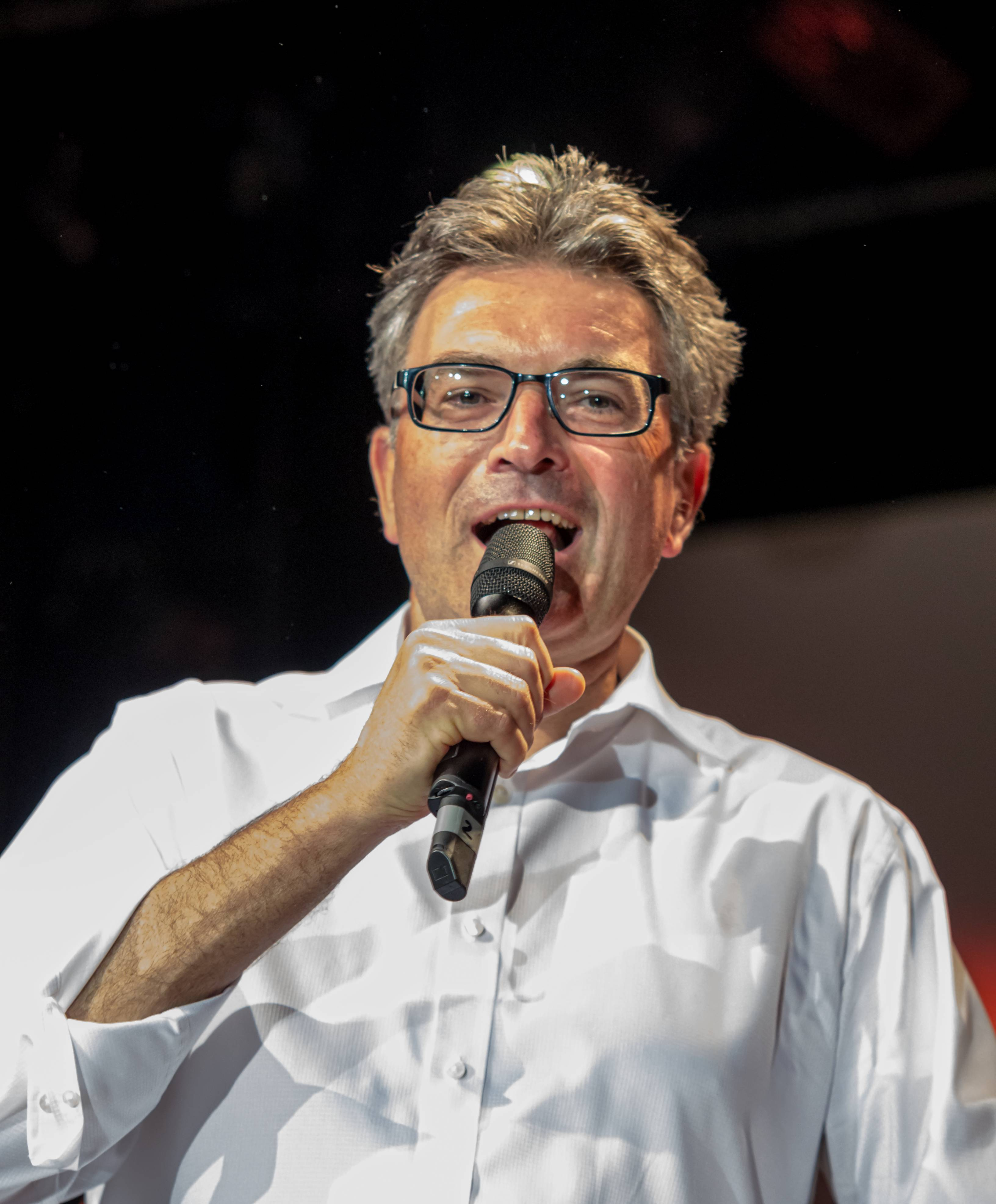
Dieter Salomon auf dem ZMF (2015)

Dieter Klaus Salomon (* 9. August 1960 in Melbourne, Australien) ist ein deutscher Politiker (Bündnis 90/Die Grünen). Von 2002 bis 2018 war er Oberbürgermeister der Stadt Freiburg im Breisgau. Zuvor war er ab 1992 Mitglied des Landtags von Baden-Württemberg für die Grünen sowie ab 2000 deren Fraktionsvorsitzender.

## Leben
Salomons Großvater war mit seiner dritten Ehefrau und seinen acht Kindern nach Australien ausgewandert. Eines dieser Kinder war Salomons Mutter, die dort seinen Vater kennenlernte. Der Hesse war mit einem Dachdeckerunternehmen ebenfalls nach Australien gekommen und arbeitete später als Schaffner bei der Straßenbahn sowie bei Volkswagen.
Als Salomon drei Jahre alt war, zog die Familie nach Missen bei Immenstadt im Allgäu; die Eltern übernahmen dort die kleine Gastwirtschaft seines Großvaters. 1968 trennten sich die Eltern und Salomon wuchs mit seiner drei Jahre jüngeren Schwester bei der Mutter auf. Sein Abitur absolvierte Salomon 1979 am Gertrud-von-le-Fort-Gymnasium in Oberstdorf. 1981 begann er an der Albert-Ludwigs-Universität Freiburg ein Studium der Politikwissenschaft, Finanzwissenschaft und Romanischen Philologie, das er 1987 mit dem akademischen Grad Magister artium abschloss. Im Februar 1992 wurde Salomon im Fach Politikwissenschaft bei Dieter Oberndörfer in Freiburg mit einer Studie über Die Grünen und ihr Konzept der Basisdemokratie zum Dr. phil. promoviert (Zweitgutachter war Hans F. Illy). 2011 trennte er sich von seiner zweiten Ehefrau Helen Hall-Salomon. Ende 2015 heiratete er in Melbourne seine neue Lebensgefährtin Helga Mayer. Salomon hat eine Tochter aus erster Ehe.

## Politischer Werdegang
Seit 1980 ist Salomon Mitglied der Grünen und war in verschiedenen Funktionen beim Freiburger Kreisverband aktiv. Von 1990 bis 2000 war Salomon Stadtrat in Freiburg und seit 1992 Abgeordneter für den Wahlkreis Freiburg II im Landtag von Baden-Württemberg; von April 2000 an übte er diese Funktion als Vorsitzender der grünen Landtagsfraktion und Spitzenkandidat im Wahlkampf aus. Nach seiner Wahl zum Oberbürgermeister von Freiburg legte er sein Landtagsmandat im August 2002 nieder. Für ihn rückte Edith Sitzmann nach. Im Jahr 1995 kandidierte er als OB für die Stadt Lörrach, belegte dort den 3. Platz.
2002 kandidierte Salomon bei der Freiburger Oberbürgermeisterwahl. Im zweiten Wahlgang am 5. Mai 2002 wurde er mit 64,4 Prozent der Stimmen für eine Amtszeit von acht Jahren zum ersten grünen Oberbürgermeister einer deutschen Großstadt gewählt. Bei der Oberbürgermeisterwahl am 25. April 2010 wurde Salomon im ersten Wahlgang mit 50,5 Prozent der abgegebenen Stimmen für weitere acht Jahre in seinem Amt bestätigt.
Seit 2002 ist Salomon Mitglied des Präsidiums des Deutschen Städtetags, seit 2004 gehört er dem World Executive Committee des International Council of Local Environmental Initiatives (ICLEI) an. Seit 2008 ist er Vorsitzender des kommunalen Arbeitgeberverbandes (KAV) Baden-Württemberg.
2003 geriet er aufgrund der Ausrichtung der Geburtstagsfeier für den umstrittenen Gründer des rechtskonservativen bzw. neurechten Studienzentrum Weikersheim, dem ehemaligen Ministerpräsidenten Baden-Württembergs und des im Zweiten Weltkrieg als Marinerichter eingesetzten Hans Filbinger in die Kritik und Schlagzeilen.
2011 wurde Salomon als Nachfolger von Ivo Gönner zum Sprecher der Großstädte und damit zum Vize-Präsidenten des Städtetag Baden-Württembergs gewählt. Als erster Grünen-Politiker wurde er 2017 zum Präsidenten des baden-württembergischen Städtetags gewählt.
Zu Beginn seiner Amtszeit formulierte er als drängendste Probleme der Städte die Modernisierung der Schulen und den sozialen Wohnungsbau. Später verwies er auf die Integration der Flüchtlinge, die während der Flüchtlingskrise in Deutschland ab 2015 aufgenommen wurden, sowie die finanziellen Probleme der Städte.
Bei der Oberbürgermeisterwahl am 22. April 2018 erhielt er mit 31,3 % im ersten Wahlgang 3,4 Prozentpunkte weniger Stimmen als sein Herausforderer Martin Horn. Im zweiten Wahlgang am 6. Mai 2018, einer Neuwahl mit vier Kandidaten, unterlag Salomon mit 30,7 Prozent erneut dem parteilosen Horn, der 44,2 Prozent der Stimmen erhielt und ihn zum 1. Juli 2018 als neuen Oberbürgermeister bzw. Amtsverweser der Stadt Freiburg im Breisgau ablöste. Noch am Wahlabend erklärte Salomon gegenüber der Badischen Zeitung, nach 16 Jahren an der Spitze der Stadt in den Ruhestand zu gehen.
Seit Juni 2019 ist er Hauptgeschäftsführer der Industrie- und Handelskammer Südlicher Oberrhein.
Er ist seit Oktober 2023 Vorsitzender des Normenkontrollrats Baden-Württemberg.

## Oberbürgermeister
Salomon hat sich als Präsident der Regio Schwarzwald-Oberrhein für die grenzüberschreitende Zusammenarbeit zwischen Deutschland, Frankreich und der Schweiz im Rahmen der so genannten RegioTriRhena eingesetzt und dies im Rahmen des Pilotprojekts zum Eurodistrikt für Freiburg, Mülhausen und Colmar weitergeführt. Der aktive Einsatz für die deutsch-französische Zusammenarbeit wurde unter anderem mit der Verleihung der Ehrenbürgerschaft durch Besançon sowie der Verleihung des französischen Nationalen Verdienstordens an Salomon 2006 gewürdigt.
Wesentliche stadtpolitische Entscheidungen wurden mit einer Mehrheit von Grünen, CDU, der regionalen Liste Junges Freiburg und Freien Wählern durchgesetzt, was überregionales Interesse wie parteiinterne Konflikte hervorrief. Salomon und seine Koalition gelten innerhalb der Bundesgrünen als prominente Vorreiter von Bündnissen jenseits von Rot-Grün.
In der alternativen Szene umstritten war unter anderem Salomons Vorgehen 2005 gegen die Freiburger „Wagenburgler“. Salomon hatte als Oppositionspolitiker noch Polizeieinsätze gegen Platzbesetzungen von Alternativen abgelehnt.
Überregionales Interesse rief der Konflikt um den geplanten Verkauf der kommunalen Freiburger Stadtbau GmbH mit 7900 Wohnungen und von 1000 Wohnungen im Besitz der Stadt an Investmentfonds hervor. Der im OB-Wahlkampf noch ausdrücklich ausgeschlossene Verkauf wurde angesichts der Haushaltslage der Stadt von einer schwarz-grün-freien Ratsmehrheit beschlossen, von den Bürgern aber im Rahmen eines Bürgerentscheids abgelehnt.
Ein von der schwarz-grün-freien Rathausmehrheit 2007 beschlossenes Verbot des Alkoholkonsums in der Öffentlichkeit löste Proteste aus. Das Verbot wurde vom Verwaltungsgerichtshof Baden-Württemberg für nichtig erklärt, was in Teilen des Stadtrats inklusive der Rathausmehrheit begrüßt wurde. Salomon forderte nach diesem Urteil die damalige Landesregierung (Kabinett Oettinger II) zu einer Gesetzesänderung auf; die Landtagsfraktion der Grünen stellte sich einstimmig hinter Salomon.
Während seiner Amtszeit kam es zur Abspaltung der Grünen Alternative Freiburg von den Grünen, die bei der Kommunalwahl 2009 zwei Mandate im Freiburger Rathaus erhielt.
Im Juli 2009 griff Salomon in seiner Funktion als Präsident der kommunalen Arbeitgeberverbände (KAV) Baden-Württemberg streikende Erzieherinnen scharf an, was überregional insbesondere von Gewerkschaftsvertretern kritisiert wurde.
Die letzten Jahre seiner Amtszeit waren unter anderem von der Flüchtlingskrise in Deutschland seit 2015 und hohen Mieten in Freiburg geprägt.

## Veröffentlichungen
- Grüne Theorie und graue Wirklichkeit. Die GRÜNEN und die Basisdemokratie. Arnold-Bergstraesser-Institut (ABI), Freiburg im Breisgau 1992, ISBN 3-928597-03-5 (Zugl.: Freiburg (Breisgau), Univ., Diss., 1992 u.d.T.: Die Grünen und ihr Konzept der Basisdemokratie. Entstehung, theoretischer Hintergrund, Funktion und Praxis).
- mit Winfried Thaa und Gerhard Gräber [Hrsg.]: Grüne an der Macht. Widerstände und Chancen grün-alternativer Regierungsbeteiligungen. Köln: Bund-Verlag 1994, 212 S., ISBN 3-7663-2521-3